# 鶴岡真弓
鶴岡 真弓（つるおか まゆみ　1952年9月9日 - ）は、日本の芸術文明史家・芸術人類学者。多摩美術大学名誉教授。多摩美術大学芸術人類学研究所・所長＋多摩美術大学美術館・館長などを歴任。
日本ケルト協会顧問。東京自由大学顧問。専攻はケルト芸術文化、および、ユーロ＝アジア世界の生命デザイン交流史研究。茨城県取手市出身。

## 略歴
土浦第一高等学校卒。1980年早稲田大学大学院文学研究科修了。在学中19歳でユーラシア大陸を横断し、北アフリカまでの旅で、ユーラシア諸民族の文化と、ヨーロッパの古層ケルト文化に出会う。同大学院修了後、ダブリン大学トリニティ・カレッジへ留学。その後ヨーロッパ諸国ほか、中央アジアからシベリアの文化も訪ね歩き、ユーロ＝アジア世界を横断する「生命デザイン・造形表象」をフィールドワーク。
東北芸術工科大学教授、立命館大学文学部教授、多摩美術大学・芸術学科教授、2020年に退任し名誉教授。
処女作『ケルト/装飾的思考』（筑摩書房）で、日本でのケルト芸術文化理解の火付け役となる。以来、ケルト芸術文化研究、および「ユーロ=アジア諸民族の生命デザイン」と「造形表象」を研究。西はアイルランド、イベリア半島から、中東、中央アジア、ロシア、東はシベリア、モンゴル、中国東北部、韓半島、東南アジア、日本に至る、先史から近現代までの造形芸術、マテリアル・カルチャー、神話伝承、民族誌を横断的に踏査し著述している。

## 賞歴ほか
- 1989年『ケルト／装飾的思考』（筑摩書房）で第1回・倫雅美術奨励賞受賞。
- 2018年『ケルト 再生の思想―ハロウィンからの生命循環』（ちくま新書）で第6回・河合隼雄学芸賞受賞。
- 日本ケルト協会 顧問
- 東京自由大学 顧問
- 日本美術史学会 会員
- 日本ケルト学会 会員
- 日本美術評論家連名　会員
- 日本文藝家協会 会員

ドキュメンタリー映画『地球交響曲 第一番』（龍村仁監督）ではアイルランドの歌姫エンヤと共演。

## 著書
- 『ケルト／装飾的思考』（筑摩書房、1989年8月／ちくま学芸文庫、1993年9月）
- 『聖パトリック祭の夜　ケルト航海譚とジョイス変幻』（岩波書店、1993年4月）
  - 改訂版 『ジョイスとケルト世界』（平凡社ライブラリー、1997年3月）
- 『ケルト美術への招待』（ちくま新書、1995年6月）
  - 増訂版 『ケルト美術』（ちくま学芸文庫、2001年12月）
- 『装飾する魂　日本の文様芸術』（平凡社、1997年、新版2009年）
- 『装飾の神話学』（河出書房新社、2000年12月）
- 『「装飾」の美術文明史　ヨーロッパ・ケルト、イスラームから日本へ』（NHK出版、2004年9月、新版2012年）
- 『黄金と生命　時間と錬金の人類史』（講談社、2007年4月）
- 『阿修羅のジュエリー』（理論社、2009年3月／イースト・プレス、2011年）
- 『ケルト 再生の思想－ハロウィンからの生命循環』（ちくま新書、2017年10月）
- 『ケルトの想像力』（青土社、2018年2月）
- 『装飾デザインを読みとく30のストーリー』（日本ヴォーグ社、2018年5月）
- 『鶴岡真弓対談集　ケルトの魂――アイルランドから日本へ』（平凡社、2019年4月）

### 共編著
- 『ケルトの風に吹かれて 西欧の基層とやまとの出会い』（辻井喬共著　北沢図書出版 1996年）
- 『ケルトの宗教　ドルイディズム』（中沢新一・月川和雄共編著、岩波書店、1997年）
- 『図説 ケルトの歴史-文化・美術・神話をよむ』（松村一男共著、河出書房新社、1999年、新装版2017年）
- 『ケルトと日本』（鎌田東二共編著、角川選書、2000年）
- 『すぐわかる ヨーロッパの装飾文様　美と象徴の世界を旅する』（編著、東京美術、2013年2月）
- 『日月火水木金土　7つの星をめぐる話』（鏡リュウジ共著、平凡社、2016年7月）
- 『芸術人類学講義』（編著、ちくま新書、2020年3月）

### 翻訳
- マリヤ・ギンブタス『古ヨーロッパの神々』（言叢社、1989年2月、新版1998年）
- ヴァンセスラス・グルータ『ケルト人』（白水社〈文庫クセジュ〉、1991年7月）
- ジョン・シャーキー『ミステリアス・ケルト　薄明のヨーロッパ』 平凡社「イメージの博物誌」、1992年、新版2013年
- パトリシア・セリグマン『装飾文字の世界  カリグラフィー入門』（三省堂、1996年6月）
- スチュワート・ピゴット『ケルトの賢者「ドルイド」　語りつがれる「知」』（講談社、2000年）
- フランク・ディレイニー『ケルトの神話・伝説』（創元社「知の再発見」双書、2000年9月）
- バーナード・ミーハン『ケルズの書』（創元社、2002年）
- ロイド＆ジェニファー・ラング『ケルトの芸術と文明』（創元社、2008年11月）
- バーナード・ミーハン『ケルズの書ーダブリン大学トリニティ・カレッジ図書館写本』（岩波書店、2015年1月）。美術書

### 監修
- ディレイニー『ケルト　生きている神話』（創元社　1993年）
- エリュエール『ケルト人　蘇るヨーロッパ　幻の民』（創元社〈「知の再発見」双書〉 1994年、再版2006年ほか）
- マイヤー『ケルト事典』（創元社 2001年）
- ベック&シュー『ケルト文明とローマ帝国』（創元社〈「知の再発見」双書〉、2004年）
- バーンズ『地図で読むケルト世界の歴史』（創元社　2013年）

## テレビ・ラジオ
- NHK総合「チコちゃんに叱られる!」：ハロウィンの起源＆歴史解説出演　2018年10月
- NHK Eテレ「美の壺」：不朽のデザイン 市松模様　2020年11月27日
- NHK Eテレ「グレーテルのかまど」：アイルランドのハロウィーン　2021年10月18日
- NHK Eテレ「ユーミンのSUPER WOMAN」「鶴岡真弓と訪ねる女神」（ユーミンが、日本におけるケルト文化研究の第一人者・鶴岡真弓と行くアイルランドの旅）　2012年7月27日、2012年8月3日
- NHK ラジオ第1放送「ラジオ深夜便」明日へのことば　渦巻文様に魅せられて40年　2014年4月
- NHK「人間大学」「装飾美術、奇想のヨーロッパをゆく ---ケルトから日本へ---」 1998年4月 - 6月
- NHK「Weekend Japanology」（世界180カ国で英語放送。日本向け2007年）
- NHK WORLD「News Line」阿修羅展（世界180カ国で英語放送。日本向けはNHKホームページで）
- NHK ラジオ第2放送「カルチャーラジオ（芸術）」　ケルトの芸術と歴史　2010年9月 - 12月
- BSフジ　山口智子　美の巡礼　第1回　『装飾は語る　ハンガリー・アール・ヌーヴォーの来た道　2010年4月24日
- BSフジ　山口智子　美の巡礼　第2回　『文様が囁くクロアチア　黄金と巨石を運ぶ海の道　2010年10月30日
- J-WAVE　「Radio Switch:鶴岡真弓　秘密の講義を1時間」　2020年2月8日
- Tokyo FM　「ラジオ版　学問のススメ」　2020年4月17日

## 主なYOUTUBE講義・講演・ 映画出演・ウェブインタビュー
- 講演「ケルト・アニメ三部作に見る自然信仰ーイェイツ兄弟の芸術と共に」　日本山陰アイルランド協会主催
- 講義「ケルト文化の受難から救済へ」東京自由大学主催　感染症と文明
- 講義「芸術人類学からみるパンデミックと共同性への道」東京自由大学主催　感染症と文明
- 対話と講義「アート巡礼：ユーロ＝アジア世界を巡って」鶴岡真弓×彩蘭弥　東京自由大学主催
- 【館長の眼】展覧会解説「そうぞうのマテリアル：水木金土」展  鏡リュウジ×鶴岡真弓　多摩美術大学美術館
- 【館長の眼】展覧会解説「真喜志勉:Turbulence」 展　多摩美術大学美術館
- 【館長講義　アートの守り手　キュレイター】　多摩美術大学美術館
- ドキュメンタリー映画『地球交響曲（ガイア・シンフォニー）第一番』（龍村仁監督、アイルランドの歌姫エンヤと共演）地球交響曲#地球交響曲第一番（1992年公開）
- 【ケルトへの旅】（前編・後編）総合文学ウェブ情報誌「文学金魚」
- 1万キロのユーロ＝アジア世界にきらめく文化史 - SEKAI　東進ハイスクール

## 主な連載・解説
- 「あすへの話題」日本経済新聞　夕刊、2019年7月～12月　連載
- NHK『トラッド ジャパン』テキスト「美の文明のグレートジャーニー」全12回
- 『ミセス』「女神たちの装飾」全12回
- 『挿花』　小原流華道　「時空を超える装飾文様」全12回
- 『アートコレクターズ』生活の友社
- 岡本太郎『美の呪力』新潮文庫　解説
- 高階秀爾『世紀末芸術』ちくま学芸文庫　解説

## CD DVD
- 「無印良品」のBGMシリーズとケルト音楽』アイルランド編、ブルターニュ編　解説　https://www.muji.com/jp/ja/stories/other/712536
- BBC「幻の民　ケルト」日本語版解説　（ポニーキャニオン、2005年）

## セッション
- ガリシアのバグパイプ奏者（『ゲド戦記』の音楽）カルロス・ヌーニェスとトークセッション『ケルトの隣人ガリシアからのメッセージ』（多摩美術大学・八王子キャンパス・2007年）
- アイルランド・男女混成合唱「アヌーナ」パフォーマンス&トーク（多摩美術大学・芸術人類学研究所主催　2009年）
- ユーミン 松任谷由実 ミニシンポジウム&トーク（多摩美術大学・芸術人類学研究所&芸術学科主催　2013年）
- アイルランド「アヌーナ」リーダー、マイケル・マクグリン　講義＆トーク（朝日カルチャーセンタ新宿2016年）
- アイルランド「ザ・チーフタンズ」リーダー、パディ・モローニー　講義＆トーク（朝日カルチャーセンター新宿2017年）
- 鏡リュウジ×鶴岡真弓「そうぞうのマテリアル」展　YOUTUBE　トーク　多摩美術大学美術館主催

## 展覧会
- 多摩美術大学美術館 「祈りの生命デザイン」構成2015年1月
- 「無印良品」イベント・多摩美術大学・芸術人類学研究所　共催「冬至祭〜祈りをむすぶクリスマス」 無印良品有楽町内のアトリエMUJI：クリスマスの原点を見つめる第一部「冬至祭むすぶ」から、生命再生の春を寿ぐ第三部までの三部構成。2012年12月-2013年2月。
- 【はじまりの線刻画：アイルランド、スカンジナヴィアから奄美群島へ】展　多摩美術大学・芸術人類学研究所主催　上智大学グリーフケア研究所共催　アイルランド大使館・東京カフェバッハ後援。2018年6月
- 【渦巻の大宇宙展：ユーロ＝アジアをつらぬく生命デザイン】展　多摩美術大学・芸術人類学研究所主催　アイルランド大使館・東京カフェバッハ後援　2019年6月―7月　http://www2.tamabi.ac.jp/iaa/macrocosmic_spiral/

## ウェブ美術書
- 世界美術大全集西洋編